# Vegesacker Wal-Schwanzflosse
Die Vegesacker Wal-Schwanzflosse ist ein Denkmal in Bremen-Vegesack auf der Weserpromenade beim Vegesacker Hafen. Es wurde 1995 aufgestellt und wird in der Liste der Denkmale und Standbilder der Stadt Bremen geführt.

## Denkmal

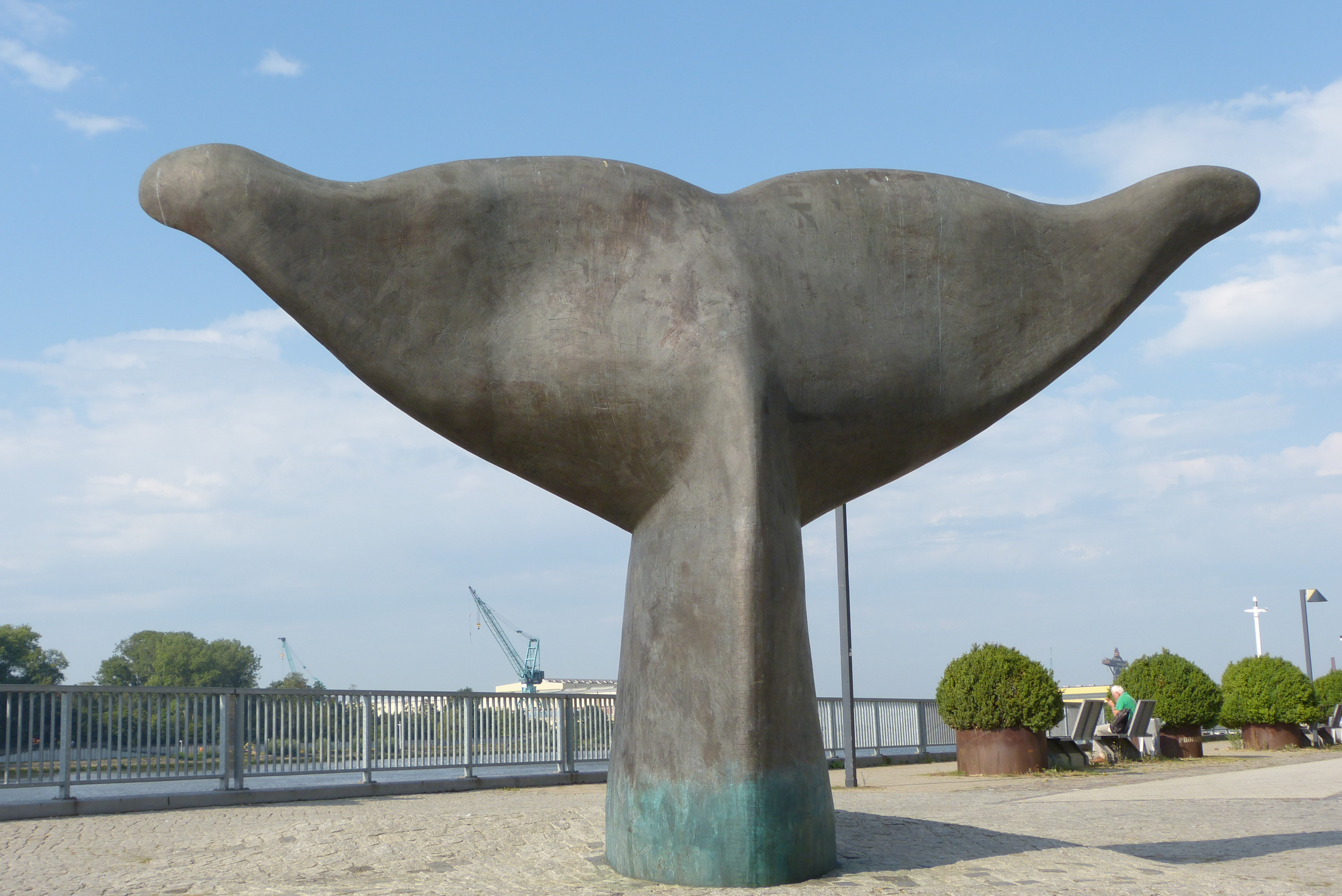
Wal-Fluke

Das Denkmal auf der Maritimen Meile nahe beim Utkiek am Vegesacker Hafen wurde von dem  Bildhauer Uwe Häßler hergestellt. Der Bronze-Abguss der Fluke ragt aus dem grauen wellenförmigen Granitpflaster der Promenade hervor.
Von Häßler befinden sich in Bremen noch der Wal in der Gerhard-Rohlfs-Straße.

## Walfang und Vegesack
Die Erinnerungen an die Walfang-Tradition der Walfängerstadt Vegesack wird durch diese Wal-Schwanzflosse (auch „Fluke“ genannt), den Wal-Kiefer, sowie durch die Walplastik in der Gerhard-Rohlfs-Straße gepflegt. 
Im 17. Jahrhundert entwickelte sich der Vegesacker Hafen zu einem Stützpunkt für den Walfang in der Arktis. 1653 war hierfür eine bremische Grönland-Compagnie gegründet worden. Ab 1830 baute der Werftbesitzer Johann Lange (1775–1844) seine Schiffsflotte auf. 1837 beantragte er eine Konzession für eine Trankocherei und beteiligte sich am Walfang. 1843 wurde in Vegesack eine Aktiengesellschaft „… zum Zweck der Grönlandfischerei …“ gegründet. Der Walfang in der Arktis wurde bis 1872 betrieben. Das Petroleum als neuer Brennstoff machte die Trangewinnung aus Walen unrentabel.